# Chợ Thủy sản Noryangjin
Chợ Thủy sản Noryangjin hoặc Chợ cá Noryangjin (Hangul: 노량진수산시장) là chợ cá rộng lớn ở khu vực lân cận Noryangjin-dong, Dongjak-gu, Seoul, Hàn Quốc. Nó nằm ở phía đông Tòa nhà 63, phía nam sông Hán. Tàu điện ngầm Seoul tuyến 1 đi qua ga Noryangin gần đó. Rời nhà ga tại lối ra 1 và đi bộ bên dưới cầu. 
Chợ cá Noryangjin được thành lập vào năm 1927 với tên Gyeongseong Susan (Hangul: 경성수산) ở Uijuro (Hangul: 의주로) thuộc Jung-gu gần ga Seoul và chuyển đến vị trí hiện tại ở trung tâm Seoul vào năm 1971.
Trong một cuộc thăm dò ý kiến của gần 2000 khách du lịch nước ngoài do Chính quyền Thủ đô Seoul tiến hành vào tháng 11 năm 2011, họ đã tuyên bố rằng tham quan chợ là một trong những hoạt động yêu thích ở Seoul.

## Thư viện ảnh

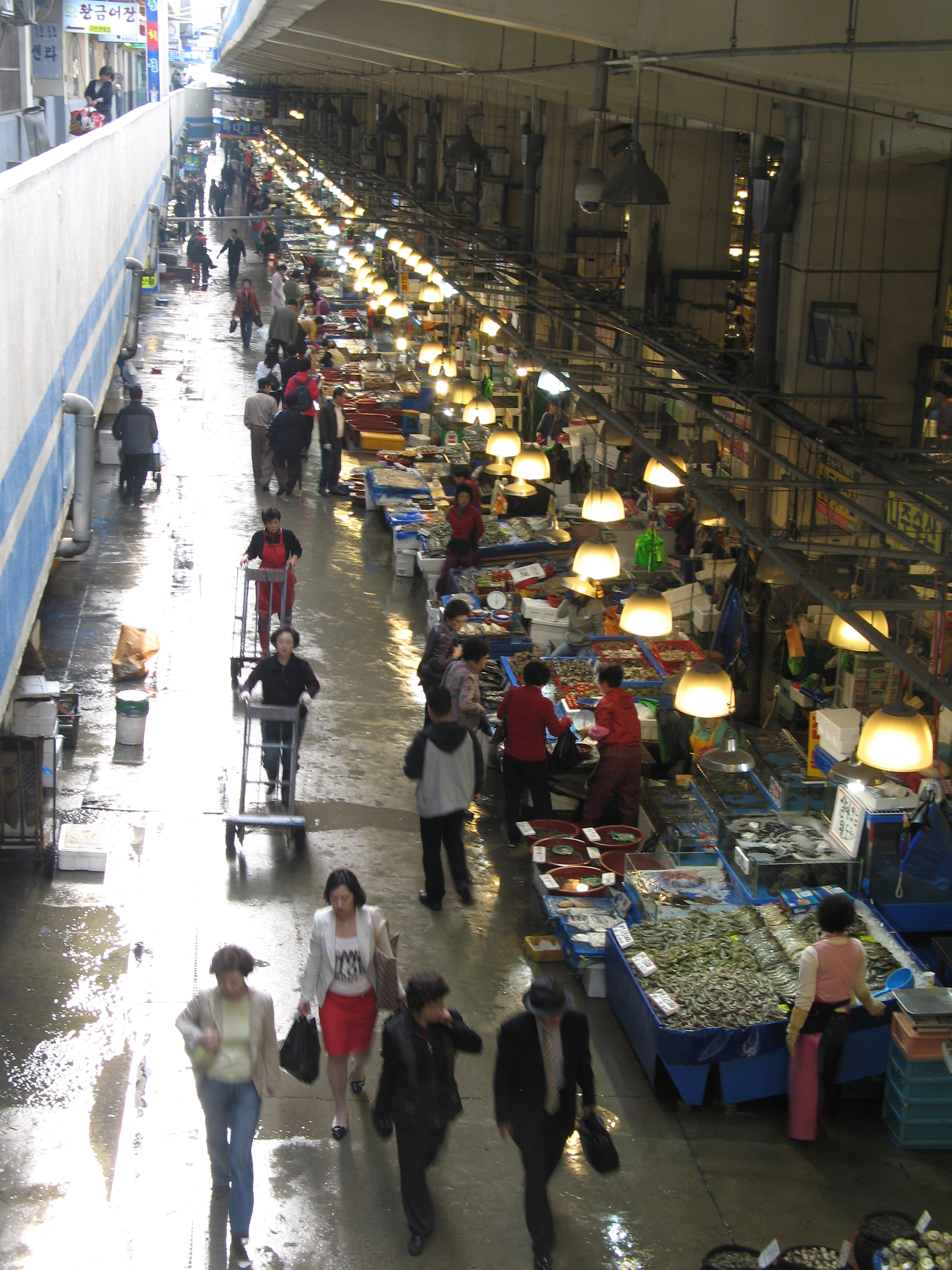
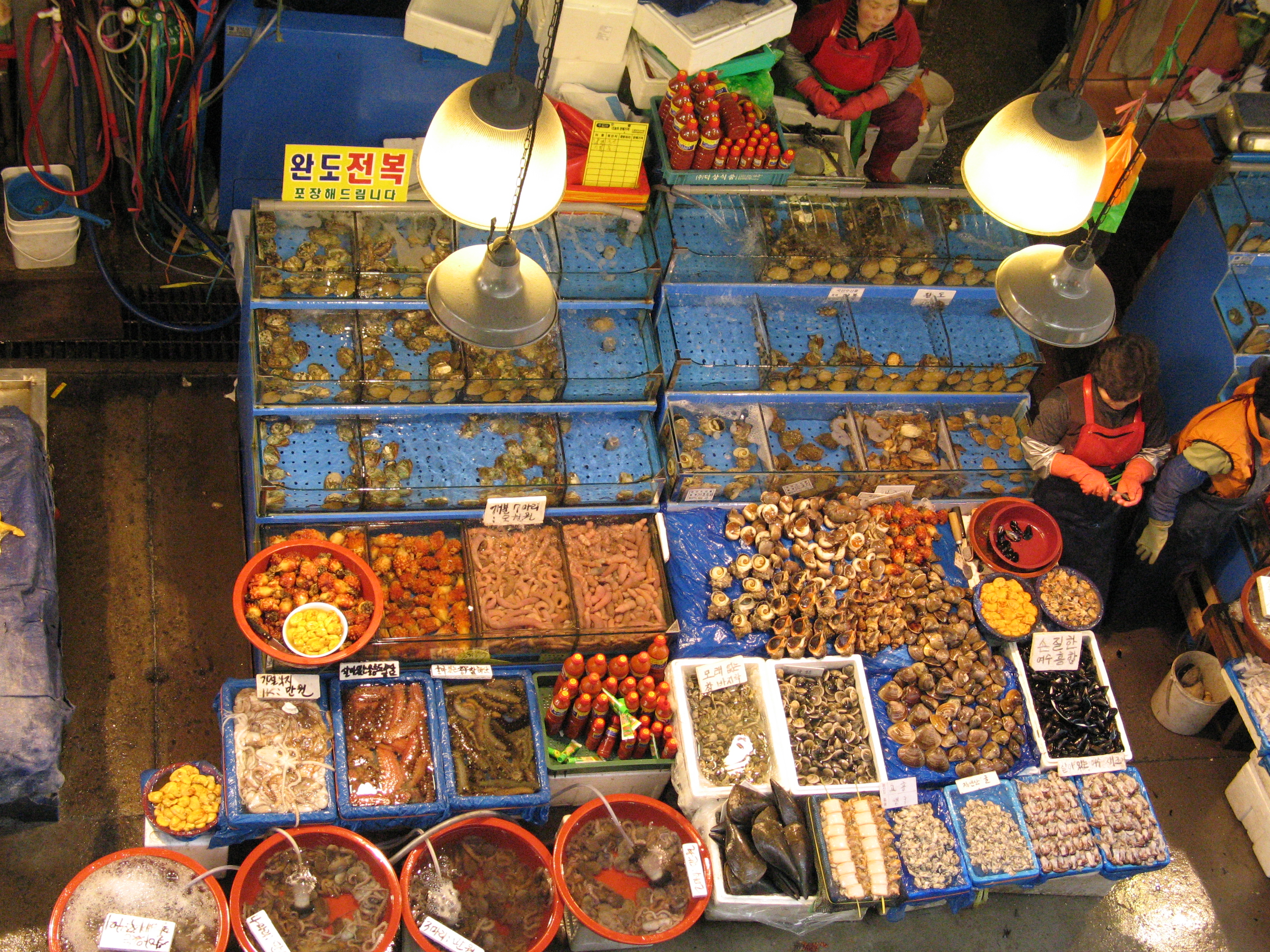
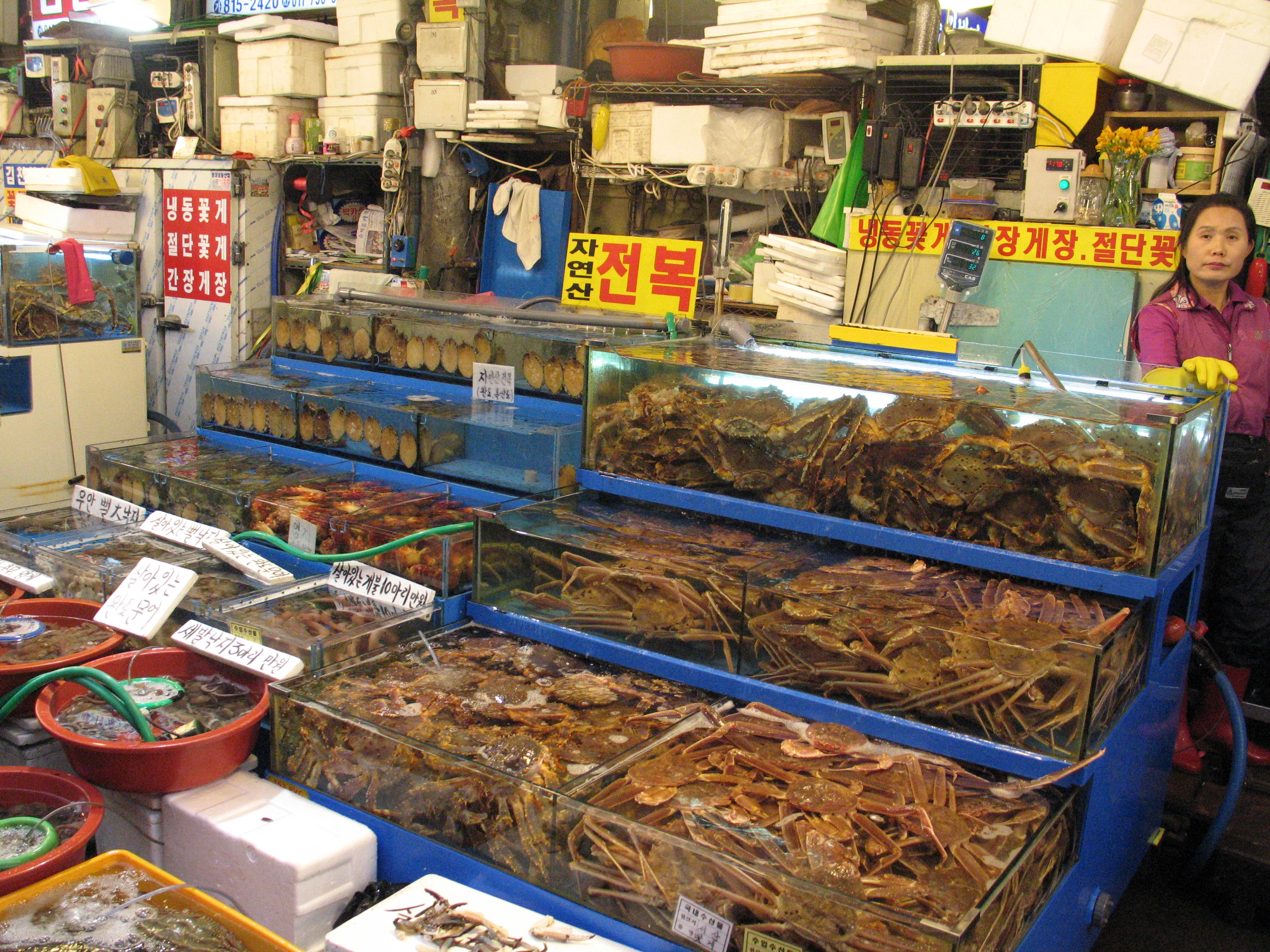
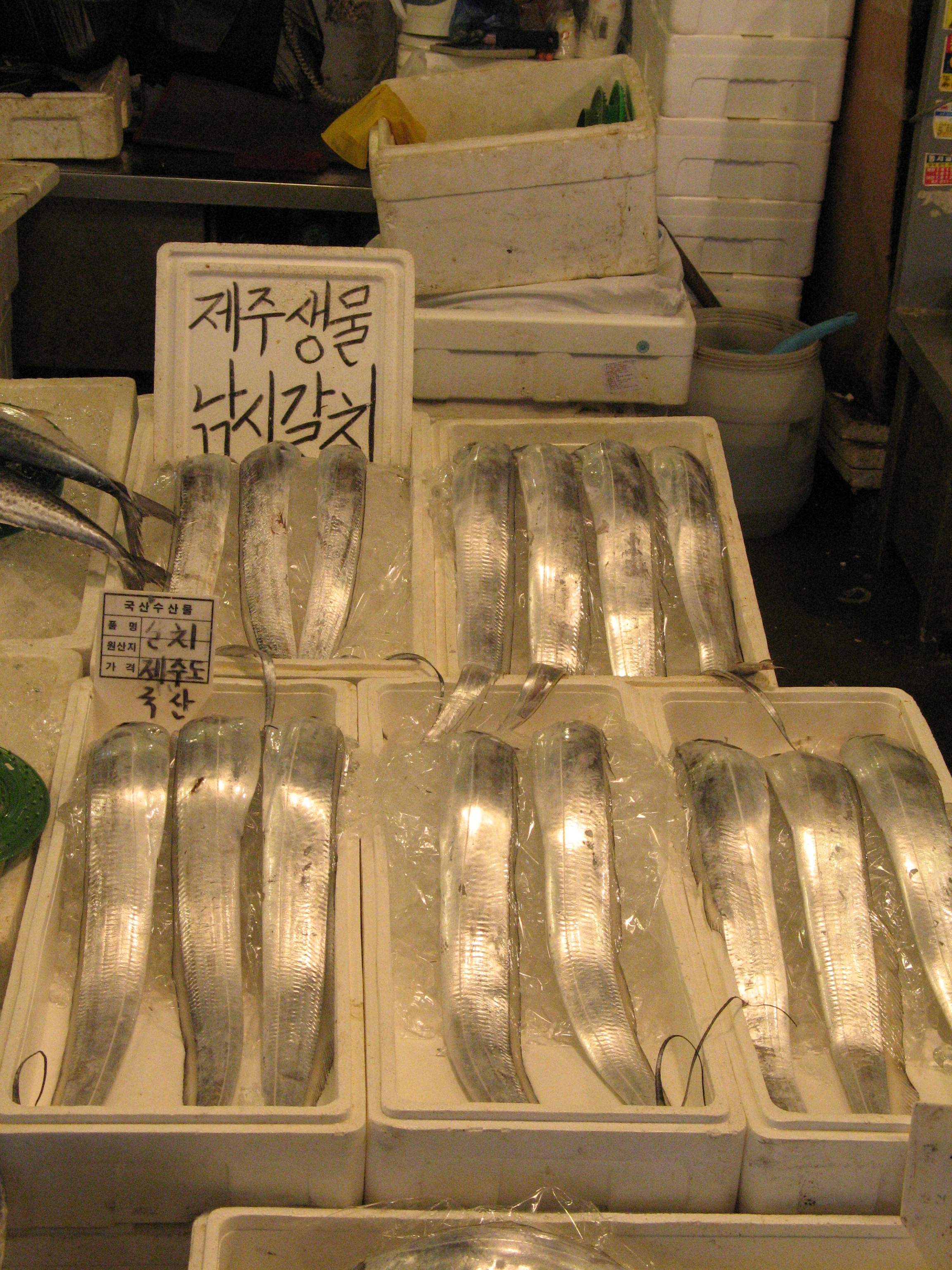
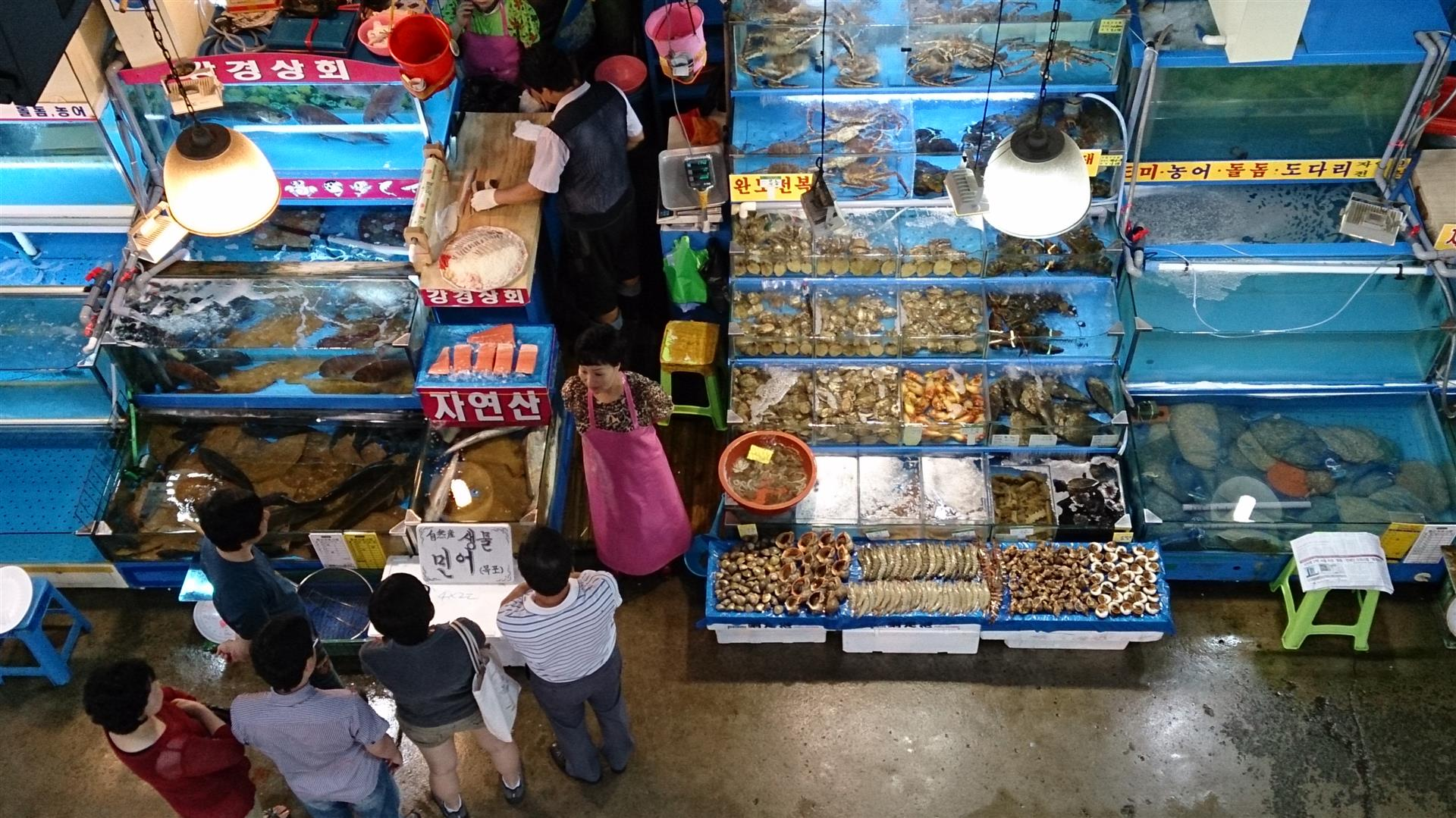
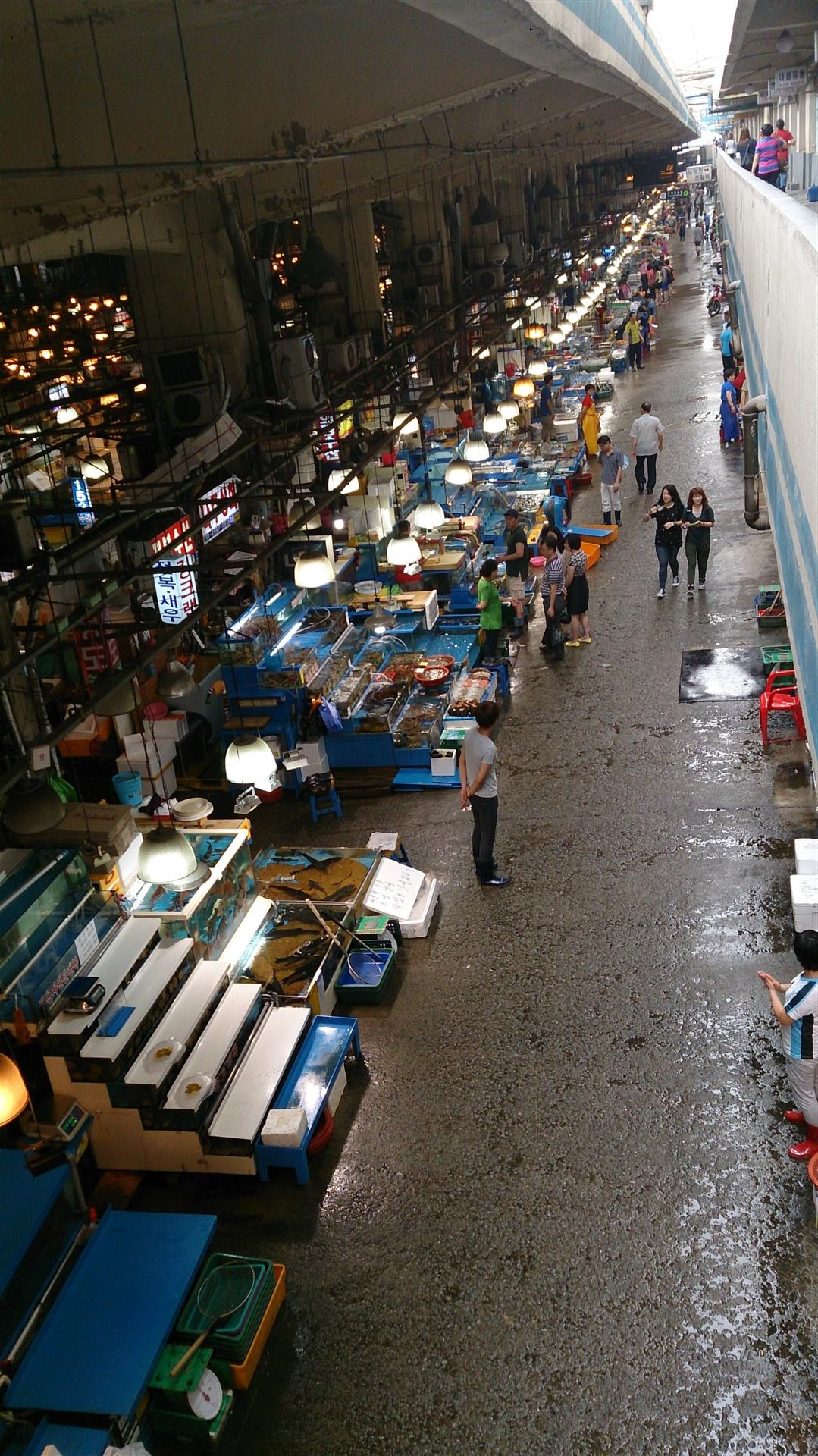
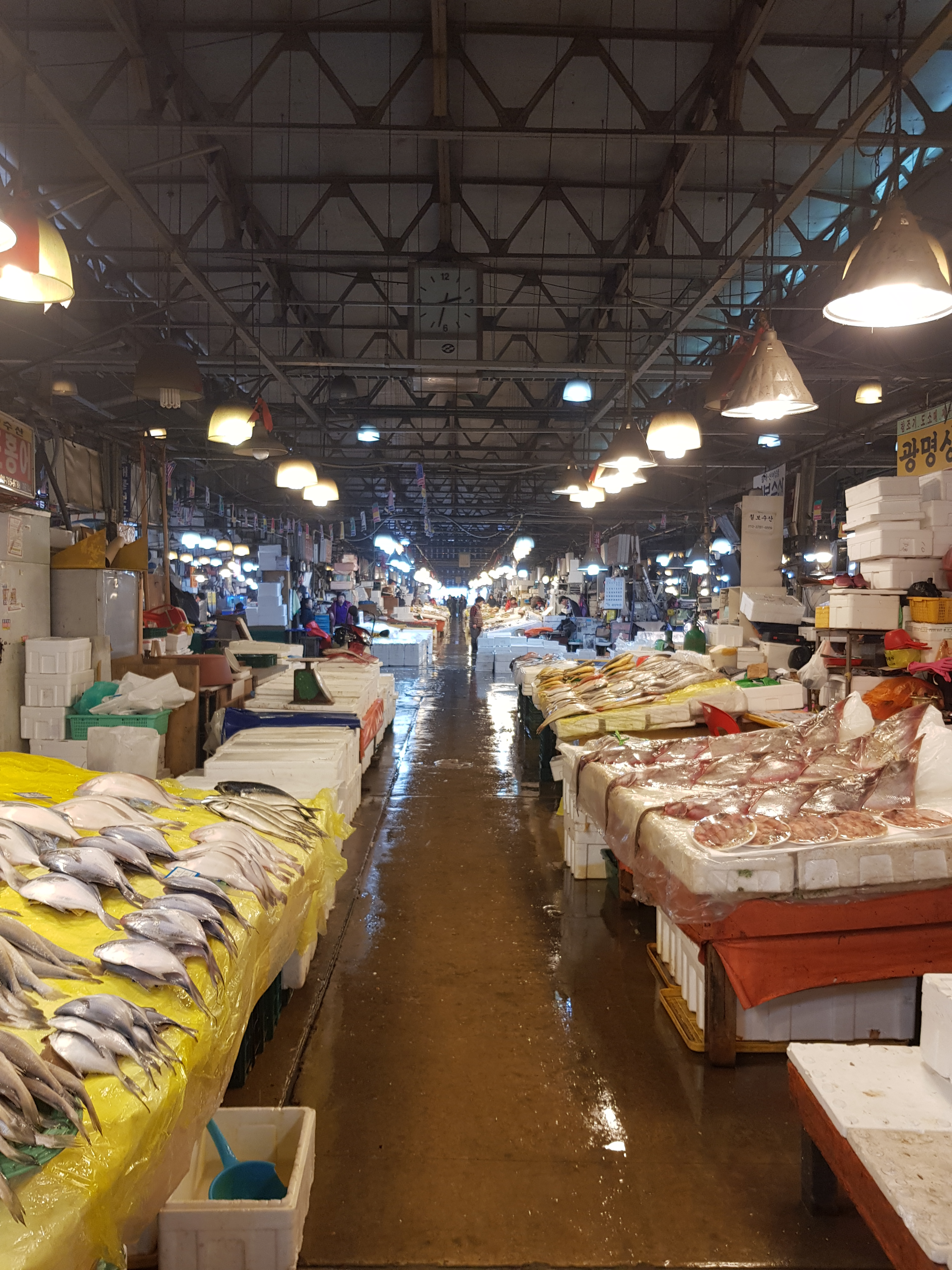